# Deutsche Edelsteinstraße

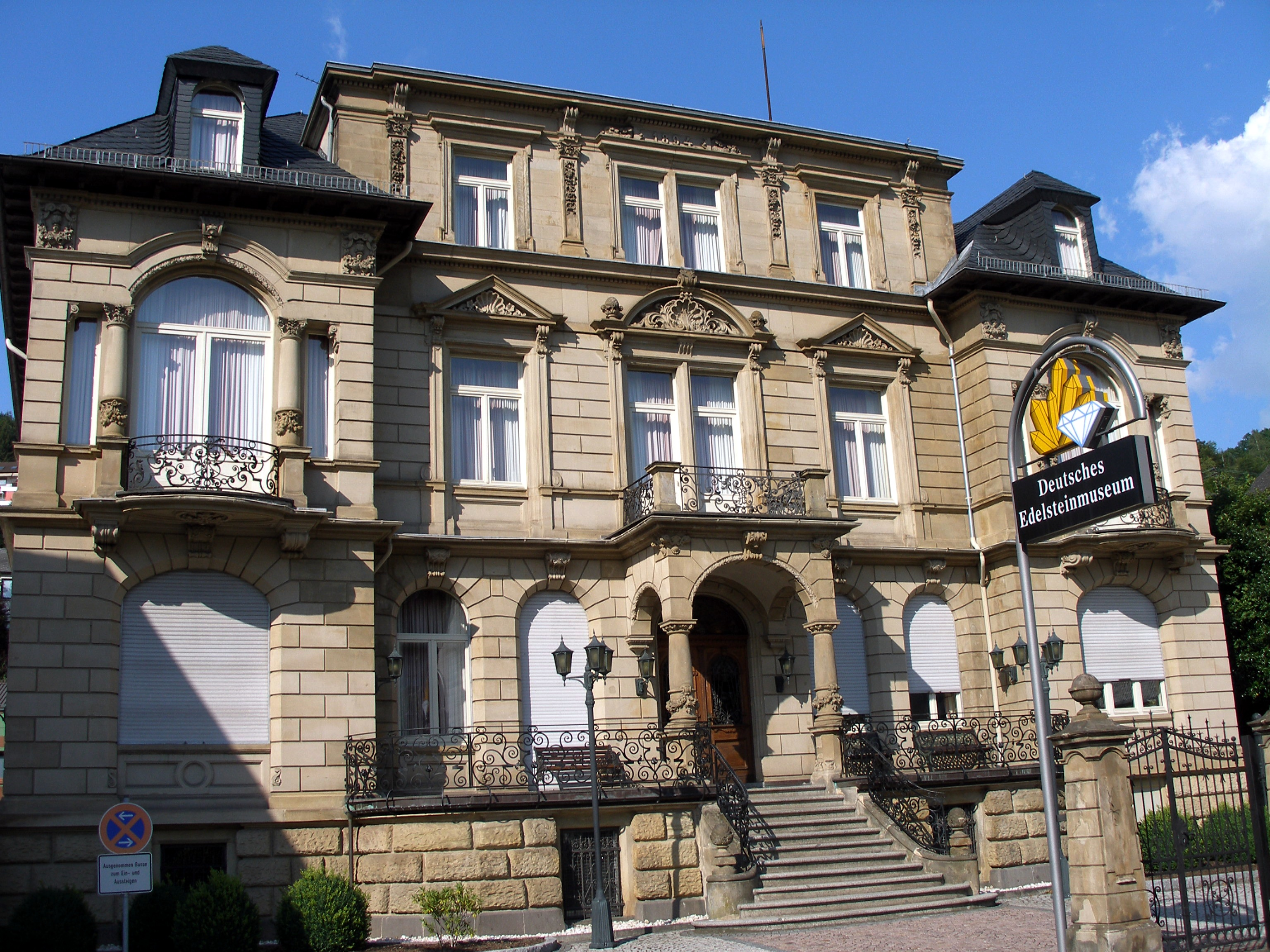
Deutsches Edelsteinmuseum in Idar-Oberstein

De Deutsche Edelsteinstraße is een toeristische autoroute in Rijnland-Palts, Duitsland. De (met bruine borden en een gestileerde diamant) bewegwijzerde route van 70 kilometer loopt van Idar-Oberstein (Deutsches Edelsteinmuseum, Deutsche Edelsteinbörse, Edelstein-Erlebniswelt), Fischbach (Kupferbergwerk, Bergbaurundweg) via Herrstein, Schauren, Allenbach, Kirschweiler, Hettenrodt, Rötsweiler-Nockenthal, Algenrodt (edelsteenmijnen van Steinkaulenberg) terug naar Idar-Oberstein.